# Scooby-Doo a zombik szigetén
A Scooby-Doo a zombik szigetén (eredeti cím: Scooby-Doo on Zombie Island) 1998-ban bemutatott amerikai televíziós rajzfilm, rendezője Jim Stenstrum, producere Cosmo Anzilotti, az írói Glenn Leopold és Davis Doi, a zeneszerzője Steven Bramson. A Hanna-Barbera Productions és a Warner Bros. Animation gyártásában készült, a Warner Home Video forgalmazásában jelent meg. Műfaját tekintve filmvígjáték.
A történetben a Rejtély Rt. egy mocsárvidéki szigetre indul, hogy leleplezzék a Moonscar, a területen ólálkodó kalózszellem mögött álló személyt. Ám kalandjuk nem lesz zökkenőmentes, ugyanis a kalóz szelleme mellett a sziget zombikkal és macskaszerű lényekkel van tele, és most először úgy fest, hogy a csapatnak valódi szörnyekkel van dolga. A kétségbeesett csapat azonban segítséget is kap, hogy sikerüljön megoldani a sziget rejtélyét.
Amerikában 1998. szeptember 22-én mutatták be a VHS-en, Magyarországon pedig 2008. április 29-én DVD-n.

## Cselekmény
A Rejtély Rt. tagjai külön utakon járnak, miután beleuntak a rejtélyfejtésbe. Ennek oka az, hogy mindig szélhámos gazfickók álltak a paranormális jelenségek és szörnyek mögött. Diána Blake és Fred Jones saját vetélkedő show-t indítottak, ahol beszámolnak a rejtélyeikről. Új kitűzött céljuk lett, hogy valami valódi természetfeletti dolgot, szellemet találjanak. Diánát elszomorítja, hogy feloszlott a csapat, amit Fred figyelembe is vesz. Fred nemsokkal később csenget Vilma Dinkley-nek, aki már egy könyvtárban lelt munkát, Bozont Rogers-nek és Scooby-Doo-nak, akik vámosként dolgoznak egy reptéren, hogy találkozzanak újra Diánának a születésnapjára. Ismét egyesülve a banda kísértetjárta helyekre utaznak az Amerikai Egyesült Államokban, hogy szerezzenek felvételt valódi szellemekről Diána műsorának, azonban a szörnyek akikkel szembesültek szintúgy álarcos csalók, bűnözők voltak. A louisianai New Orleansban, egy piacon találkoznak egy Lena Dupree nevű nővel, beszámolt a természetfeletti jelenségekről és felajánlja a csapatnak, hogy jöjjenek el vele meglátogatni a Moonscar-szigetet, egy olyan szigetet, ahol állítólag kalóznévrokonának, Morgan Moonscarnak a szelleme kísért. Bár szkeptikus a banda, elfogadták a meghívást. A Moonscar-szigeten a Rejtély Rt. találkozik Jacque-kal, egy ott élő horgásszal, Simone Lenoirral, Lena munkaadójával, aki egy nagy villában él egy paprikaültetvényen, és Beau-val, Simone kertészével. Bozont és Scooby-Doo a paprikaültetvényen eltöltött idő alatt véletlenül magukra haragították egy vaddisznót, ami elkezdte üldözni őket. A kergetőzés közben beleesnek egy négyszögalakú verembe, ahol felbukkan Moonscar kísértete, aki egy élőhalott alakját veszi fel. A banda többi tagja is természetfeletti jelenségeket tapasztal, ennek ellenére maradtak éjszakára és mindig szkeptikusak.
Azon az estén Scooby-Doo-t és Bozontot egy zombihorda üldözte. Vilma Beau-t gyanusítja, amíg Fred és Diána elkap egy zombit és rátalálnak Scoobyra és Bozontra. Meg lettek győzödve arról, hogy a zombik valódi élőhalottak. Rengeteg zombi bukkan fel, ami arra készteti őket, hogy meneküljenek. Fred megbotlik, ezzel a kamera a futóhomokba esett, így a zombikról való filmes bizonyítékoknak annyi lett. Bozont Scoobyval véletlen rátalálnak egy barlangra, ahol Fredre, Diánára és Vilmára emlékeztető viaszbábukat lelnek. Elkezdenek ezekkel játszani, miközben tudtuk kívül ezekkel a viaszbábukkal mindvégig irányították barátaikat, a játékot a barlangi denevérek zavarják meg, amitől Bozont és Scooby megrémül és elmenekül onnan ott hagyva a bábukat.
A banda többi tagja Beau-val felfedezik a villának egy titkos átjáróját, ahol Lenát találják. Azt azt mesélte nekik, hogy Simone-t elragadták a zombik. Az átjáró egy titkos kamrába vezet, ami vudu rituálék számára van. Vilma szembesíti Lenát arról, hogy tudja, hogy hazudott, mivel Simone lábnyomait látta. Miután csapdába ejtették a bandát a vudu babákkal, Simone és Lena felfedik magukat és Jacques-t gonosz vérmacskáknak. Simone elmeséli, hogy 200 évvel ezelőtt ő és Lena a szigeten élő telepesek közé tartoztak, akik egy macskaistent imádtak. Amikor Moonscar és legénysége megszállta a szigetet, az öbölbe kergették a telepeseket, ahol az aligátorok élve megették őket, az ő kivételükkel. Imádkoztak macskaistenükhöz, hogy elátkozzák Moonscart tettéért, ezzel halhatatlan vérmacskákká változtak. Megölték a kalózokat, de később rájöttek, hogy a macskaisten hatalmára hivatkozva önmagukat is megátkozták. Azóta minden teliholdkor csábították és kihasználták az áldozatokat, hogy kimerítsék az életüket és megőrizzék halhatatlanságukat. Útközben felbérelték Jacquest, hogy segítse őket, cserébe halhatatlanná tették őt is, a zombik és a szellemek pedig az egykor és korábbi áldozataik voltak, akik feltámadnak minden teliholdkor, hogy megpróbálják elriasztani az embereket, nehogy ugyanarra a sorsra juthassanak.
Miközben Jacques üldözi őket, Bozont és Scooby megzavarják a vérmacskák ceremóniáját, így a banda kiszabadítja magát. A vérmacskák körülveszik őket, de túl későn veszik észre, hogy telihold elmúlt, ezért porrá hullanak ezzel a zombik lelkének békét adva. Beau felfedi magát, mint egy titkos rendőrtiszt, akit azért küldtek, hogy nyomozzon a szigeten történt emberek eltűnésének ügyében. Diána felkéri Beau-t, hogy vendégszereplő legyen a műsorában. Reggel mindannyian elhagyják a szigetet.

## Szereplők
| Szereplő     | Eredeti hang          | Magyar hang          |
| ------------ | --------------------- | -------------------- |
| Scooby-Doo   | Scott Innes           | Vass Gábor           |
| Bozont       | Billy West            | Fekete Zoltán        |
| Diána        | Mary Kay Bergman      | Hámori Eszter        |
| Fred         | Frank Welker          | Bódy Gergely         |
| Vilma        | B.J. Ward             | Madarász Éva         |
| Simone       | Adrienne Barbeau      | Balázs Ágnes         |
| Lena         | Tara Strong           | Náray Erika          |
| Beau Neville | Cam Clarke            | Kautzky Armand       |
| Jacques      | Jim Cummings          | Papp János           |
| Kígyónyelvű  | Mark Hamill           | Csík Csaba Krisztián |
| Chris        | Jennifer Leigh Warren | Árkosi Kati          |
| Mr. Beeman   | Ed Gilbert            | Garamszegi Gábor     |